# Camille Guérin
Jean-Marie-Camille Guérin (Poitiers, 22 dicembre 1872 – Parigi, 9 giugno 1961) è stato un microbiologo e veterinario francese famoso per aver sviluppato con Albert Calmette, tra il 1904 e il 1928, il bacillo di Calmette-Guérin, un microrganismo attenuato utilizzato come vaccino contro la tubercolosi.

## Biografia
Camille Guérin nacque in una famiglia di modeste condizioni economiche. Suo padre morì di tubercolosi nel 1882; qualche anno dopo sua madre sposò un veterinario di Châtellerault, e in quest'ultima località Guérin frequentò le scuole medie superiori. Studiò medicina veterinaria dal 1892 al 1896 nella prestigiosa École vétérinaire de Maisons-Alfort dove fu allievo del batteriologo Edmond Nocard.
Nel 1897 entrò all'Istituto Pasteur di Lilla dove iniziò a lavorare con Albert Calmette dapprima come tecnico dedicandosi alla preparazione del "siero Calmette" (un antisiero contro il veleno dei serpenti) e alla preparazione del vaccino contro il vaiolo. Migliorò notevolmente le tecniche di produzione di quest'ultimo utilizzando i conigli come ospiti intermedi, e sviluppò anche un metodo per quantificare la virulenza residua di questo vaccino. Fu promosso direttore di laboratorio nel 1900. Successivamente, dal 1905 al 1915, e (dopo la prima guerra mondiale) dal 1918 al 1928 si dedicò alla ricerca di un vaccino contro la tubercolosi, in stretta collaborazione con Calmette, fino alla sua morte di quest'ultimo avvenuta nel 1933.
Calmette e Guérin scoprirono nel 1905 che alcuni ceppi di Mycobacterium bovis (un micobatterio tubercolare patogeno anch'esso per l'uomo) potevano immunizzare gli animali senza causare la malattia. Da allora in poi, Guérin e Calmette cercarono di attenuare l'attività patogena del Mycobacterium utilizzando continui passaggi in terreni di cultura. La virulenza fu attenuata mediante 230 passaggi in un terreno costituito da bile, glicerina e patata, per un periodo di tredici anni, dal 1908 al 1921, e portarono alla comparsa di discendenti vivi avirulenti del Mycobatterio noti con il nome Bacillus Calmette-Guérin (o BCG).
Nel 1928 Camille Guérin si trasferì a Parigi per diventare direttore del Service de la tuberculose dell'Istituto Pasteur di Parigi. Nel 1939 divenne vicepresidente del "Comité National de Défense contre la tuberculose" (Comitato nazionale di difesa dalla tubercolosi); nel 1948 presiedette il Primo Congresso Internazionale sul BCG. Fu anche Presidente dell'Accademia veterinaria di Francia (1949), e Presidente dell'Académie nationale de médecine (1951). Nel 1955 l'Académie des sciences (l'Accademia Francese delle Scienze) gli assegnò il Grand prix de la recherche scientifique (Gran Premio per la ricerca scientifica).

## [1]Altri progetti
- Wikimedia Commons contiene immagini o altri file su Camille Guérin